# Campeonato da Oceania de Corta-Mato
O Campeonato da Oceania de Corta-Mato (em inglês: Oceania Cross Country Championships) é uma competição bienal de Corta-Mato organizada pela Associação de Atletismo da Oceania (AAO) para atletas que representam os países de suas associações. O evento foi estabelecido em 2009, sendo realizado em conjunto com os campeonatos nacionais da Austrália ou da Nova Zelândia. As corridas são compostas para atletas na categoria sênior, sub-20 e sub-18. 

## Edições celebradas
| Edição | Ano  | Cidade       | País          | Datas         |
| ------ | ---- | ------------ | ------------- | ------------- |
| 1º     | 2009 | Christchurch | Nova Zelândia | 1 de agosto   |
| 2º     | 2010 | Brisbane     | Austrália     | 21 de agosto  |
| 3º     | 2012 | Hamilton     | Nova Zelândia | 4 de agosto   |
| 4º     | 2014 | Tumon        | Guam          | 16 de outubro |
| 5º     | 2016 | Auckland     | Nova Zelândia | 7 de agosto   |

## Resultados
Resultados completos podem ser encontrados nas páginas da AAO,  no Athletics New Zealand,  e nas páginas do Athletics Australia.  Os resultados para os juniores podem ser encontrados no site da história mundial do atletismo júnior. 

### Sênior masculino
| Ano            | Ouro                          | Ouro  | Prata                           | Prata | Bronze                           | Bronze |
| -------------- | ----------------------------- | ----- | ------------------------------- | ----- | -------------------------------- | ------ |
| 2009 (12 km)   | Timothy Rowe · Austrália      | 38:13 | Andrew Davidson · Nova Zelândia | 38:13 | Edwin Henshaw · Nova Zelândia    | 38:25  |
| 2010 (12 km)   | Martin Dent · Austrália       | 36:49 | Liam Adams · Austrália          | 37:05 | Jeffrey Hunt · Austrália         | 37:20  |
| 2012 (12 km) † | James Nipperess · Austrália   | 39:05 | Samuel Wreford · Nova Zelândia  | 39:36 | Alex Parlane · Nova Zelândia     | 40:29  |
| 2014 (12 km)   | Nicholas Wightman · Austrália | 41:13 | Callan Moody · Nova Zelândia    | 41:34 | Simbar Casper · Papua-Nova Guiné | 42:56  |

†:Edwin Kaitany, do Quênia, competindo como convidado foi o primeiro em 38:54.

### Sênior feminino
| Ano         | Ouro                         | Ouro  | Prata                            | Prata | Bronze                            | Bronze |
| ----------- | ---------------------------- | ----- | -------------------------------- | ----- | --------------------------------- | ------ |
| 2009 (8 km) | Melinda Vernon · Austrália   | 28:52 | Fiona Crombie · Nova Zelândia    | 29:07 | Kellie Palmer · Nova Zelândia     | 30:10  |
| 2010 (8 km) | Jessica Trengove · Austrália | 28:00 | Clare Geraghty · Austrália       | 28:28 | Tamara Carvolth · Austrália       | 28:38  |
| 2012 (8 km) | Celia Sullohern · Austrália  | 29:33 | Mikayla Nielsen · Nova Zelândia  | 29:37 | Nicki McFadzien · Nova Zelândia   | 29:43  |
| 2014 (8 km) | Courtney Powell · Austrália  | 28:55 | Rachel Kingsford · Nova Zelândia | 29:37 | Elodie Mevel · Polinésia Francesa | 33:25  |

### Júnior masculino
| Ano         | Ouro                          | Ouro  | Prata                          | Prata | Bronze                                            | Bronze |
| ----------- | ----------------------------- | ----- | ------------------------------ | ----- | ------------------------------------------------- | ------ |
| 2009 (8 km) | Aaron Pulford · Nova Zelândia | 26:11 | Alex Parlane · Nova Zelândia   | 26:31 | Michael Banks · Nova Zelândia                     | 26:38  |
| 2010 (8 km) | Ethan Heywood · Austrália     | 25:18 | David Ricketts · Austrália     | 25:22 | Rhys Jones · Austrália                            | 25:24  |
| 2012 (8 km) | Matt Baxter · Nova Zelândia   | 26:20 | Antoine Bonnet · Nova Zelândia | 26:30 | Michael Sutton · Nova Zelândia                    | 26:45  |
| 2014 (8 km) | Avikash Lal · Fiji            | 29:22 | Ravnil Kumar · Fiji            | 31:11 | Magdano Marquez · Estados Federados da Micronésia | 33:55  |

### Júnior feminino
| Ano         | Ouro                            | Ouro  | Prata                           | Prata | Bronze                            | Bronze |
| ----------- | ------------------------------- | ----- | ------------------------------- | ----- | --------------------------------- | ------ |
| 2009 (6 km) | Hannah Newbould · Nova Zelândia | 21:35 | Danielle Trevis · Nova Zelândia | 21:44 | Olivia Burne · Nova Zelândia      | 22:25  |
| 2010 (6 km) | Danielle Trevis · Nova Zelândia | 21:00 | Grace Musgrove · Austrália      | 21:42 | Celia Sullohern · Austrália       | 21:59  |
| 2012 (6 km) | Kara MacDermid · Nova Zelândia  | 22:42 | Georgie Grgec · Nova Zelândia   | 23:28 | Grace McConnochie · Nova Zelândia | 23:36  |
| 2014 (6 km) | Jenny Albert · Papua-Nova Guiné | 25:16 | Aria Perez-Theisen · Guam       | 29:35 | Mika Rosario · Guam               | 30:17  |

## Competições
- Campeonato da Oceania de Atletismo
- Campeonato da Oceania Sub-20 de Atletismo
- Campeonato da Oceania Sub-18 de Atletismo
- Campeonato da Oceania de Eventos Combinados
- Campeonato da Oceania de Maratona e Meia Maratona
- Campeonato da Oceania de Marcha Atlética

Além disso, são realizados os seguintes campeonatos regionais:
- Campeonato da Melanésia
- Campeonato da Micronésia
- Campeonato da Polinésia